# Semur-en-Auxois
Semur-en-Auxois är en kommun i departementet Côte-d'Or i regionen Bourgogne-Franche-Comté i östra Frankrike. Kommunen ligger i kantonen Semur-en-Auxois som tillhör arrondissementet Montbard. År 2022 hade Semur-en-Auxois 4 027 invånare.

## Befolkningsutveckling
Antalet invånare i kommunen Semur-en-Auxois
Referens:INSEE

## Galleri

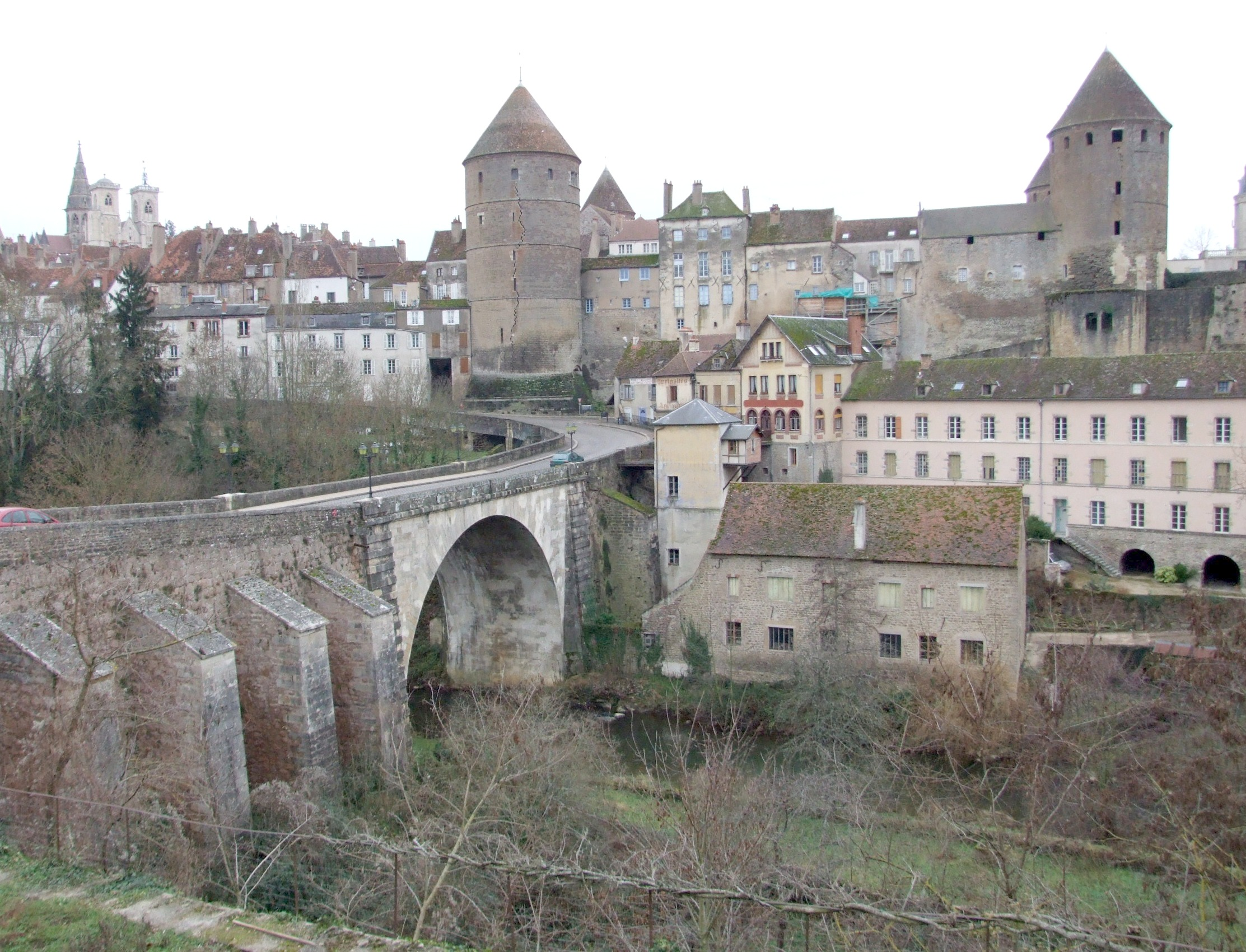
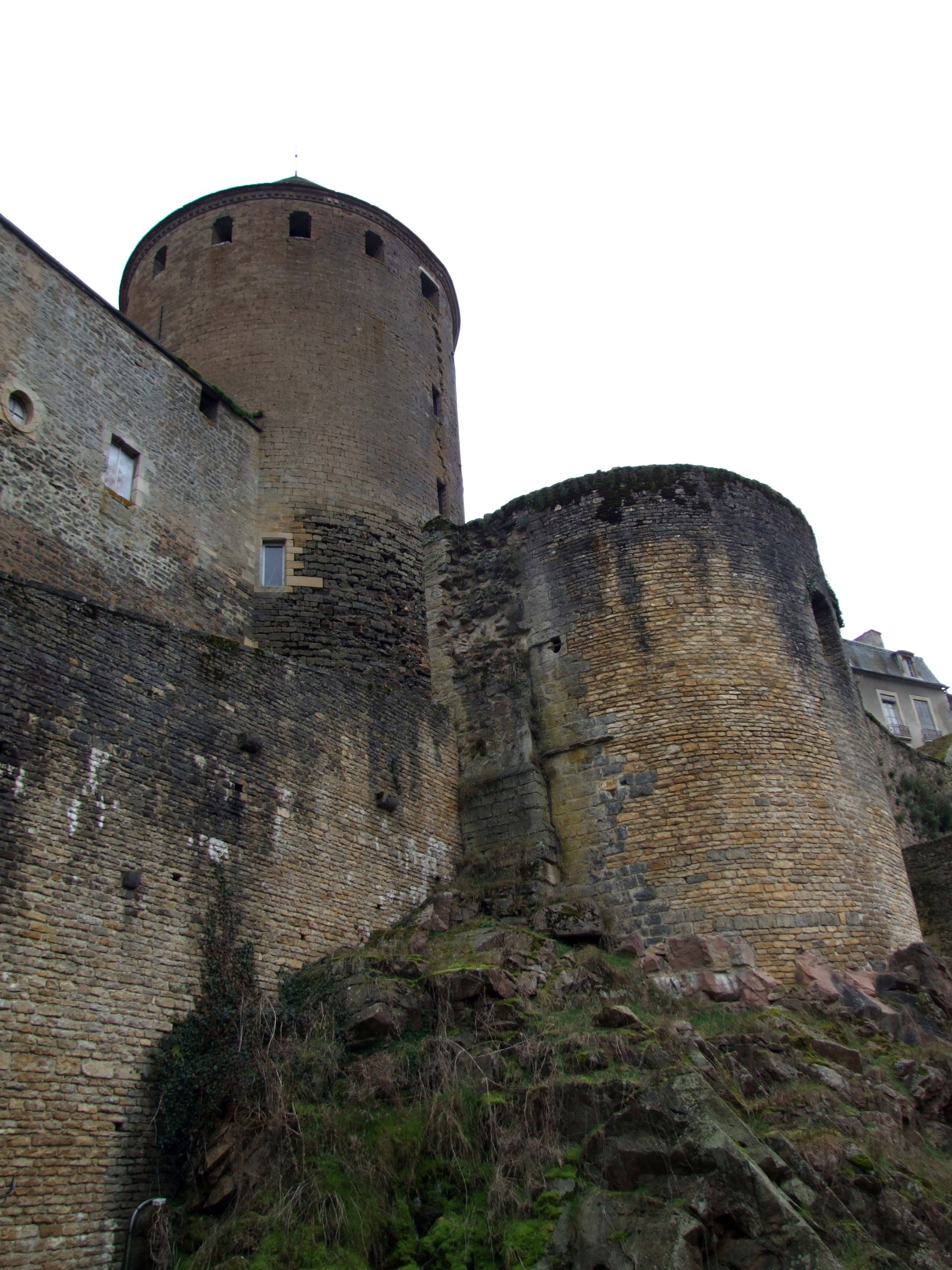
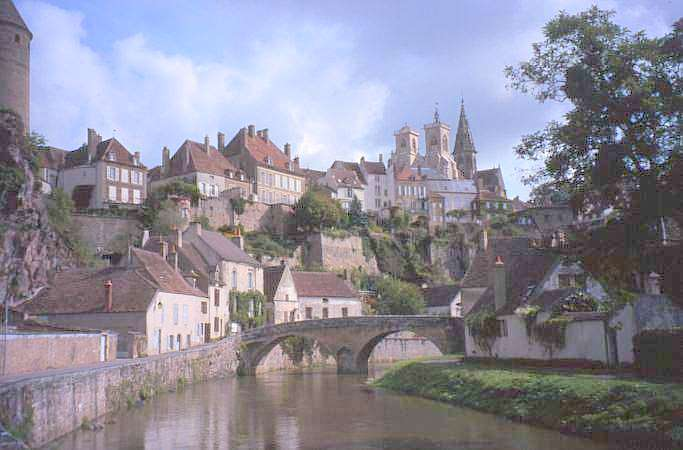
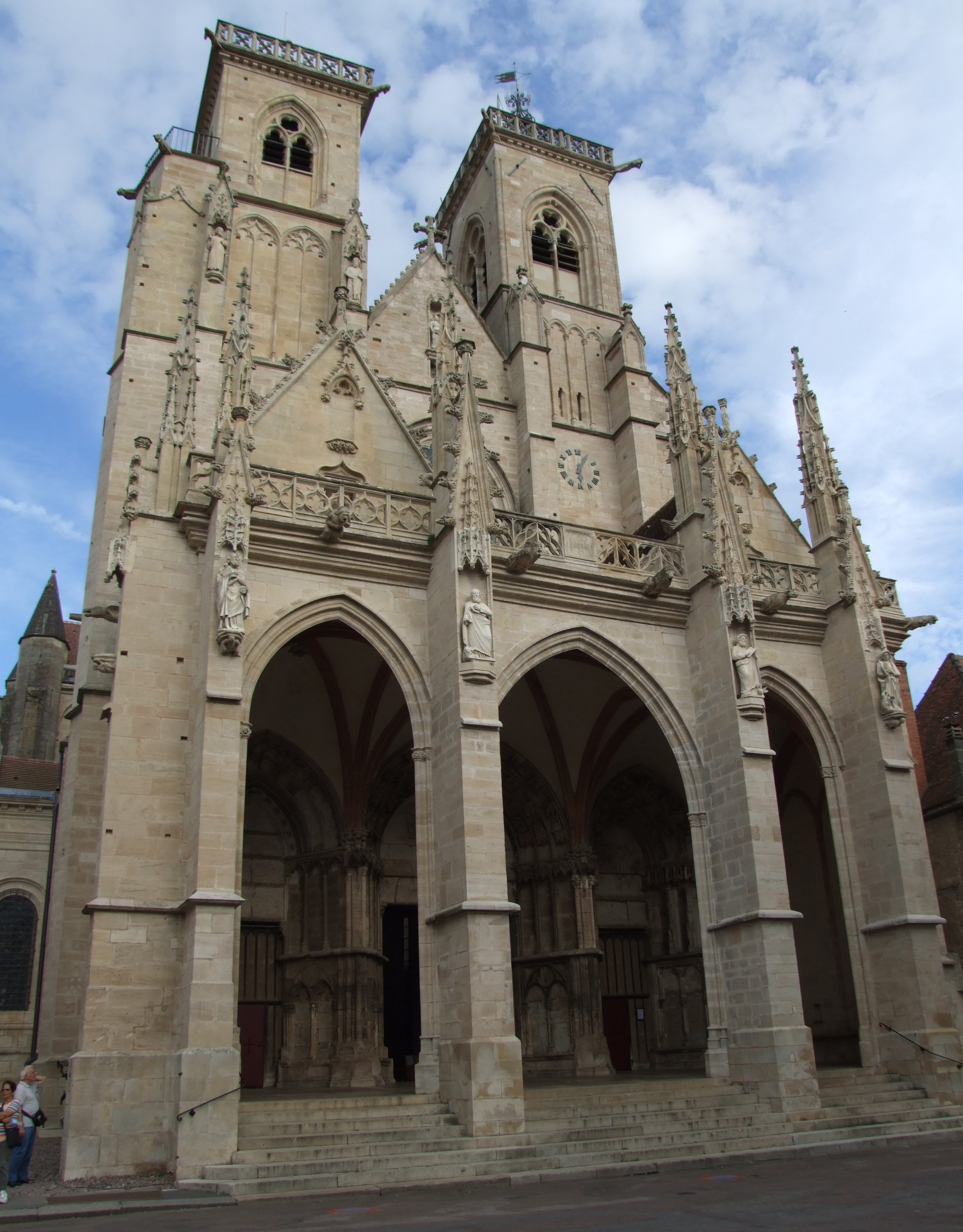
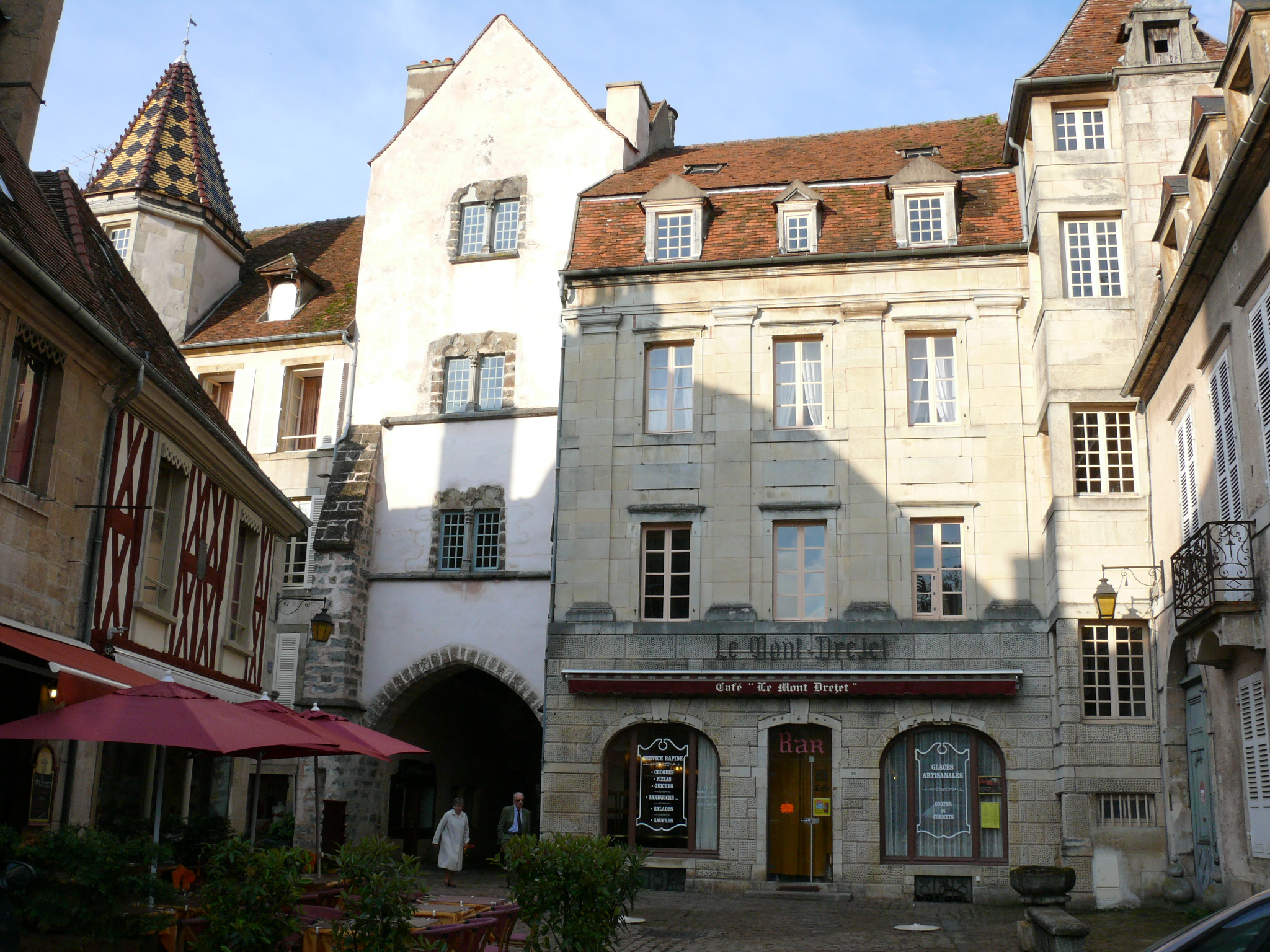
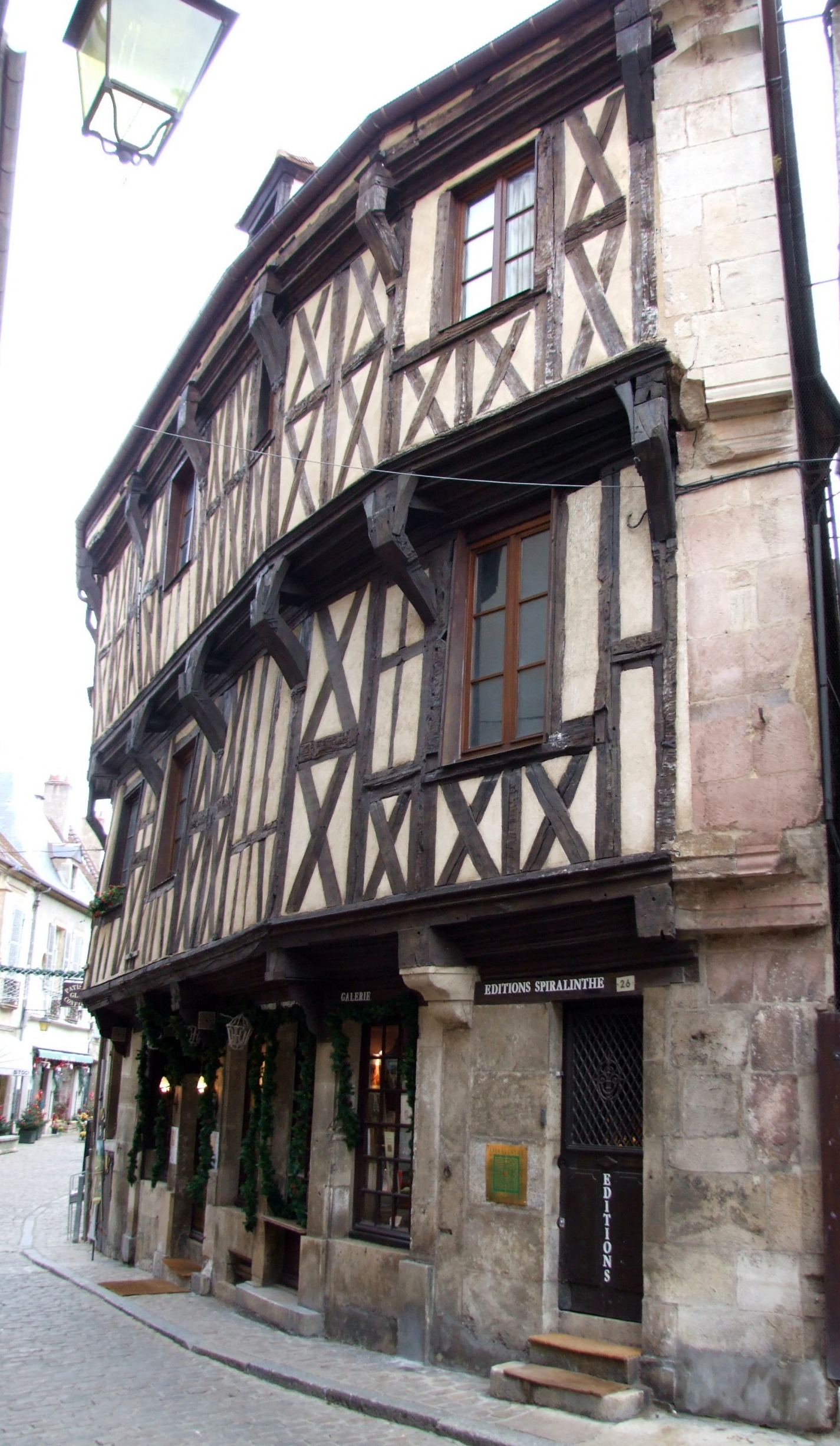
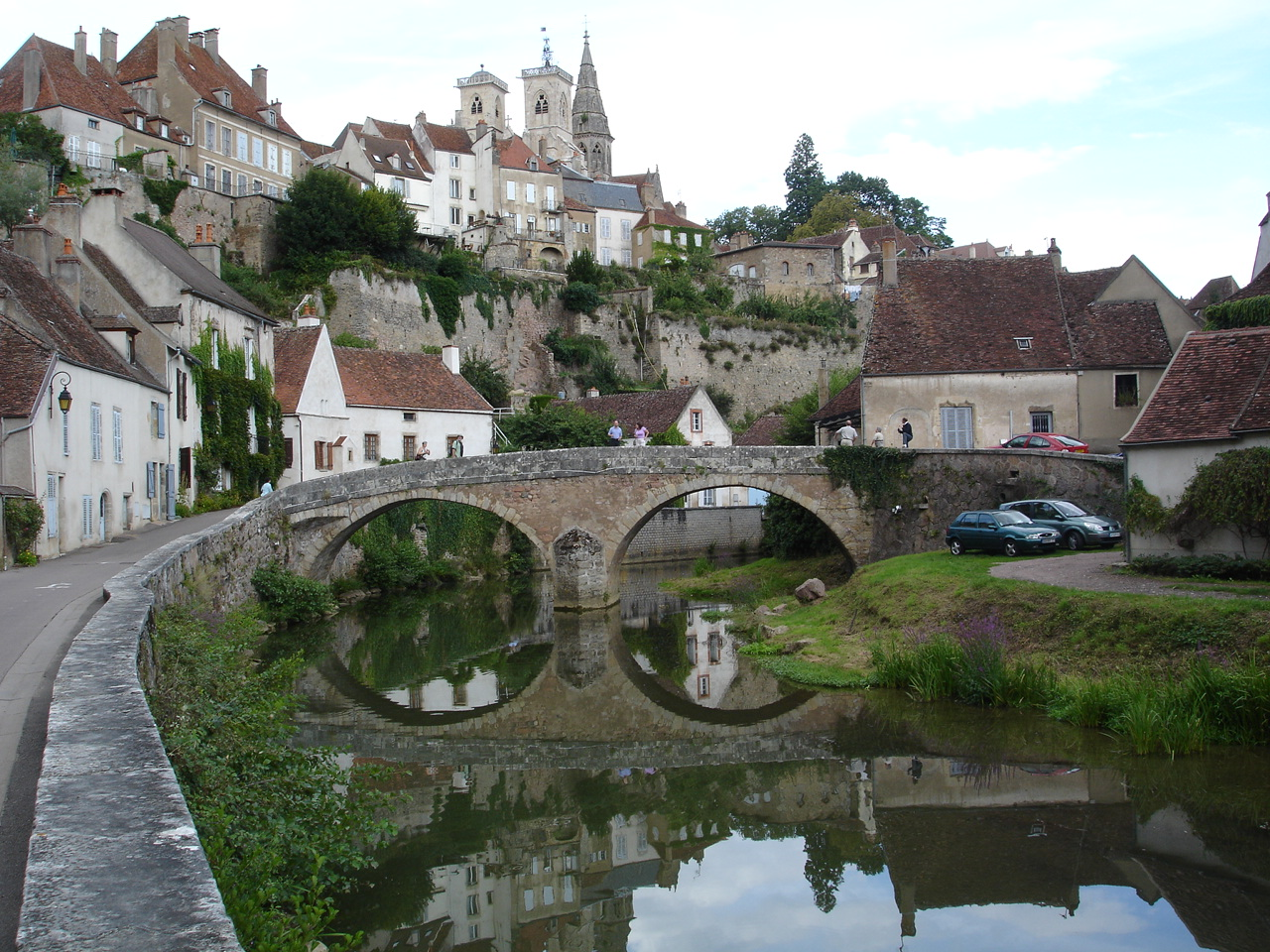
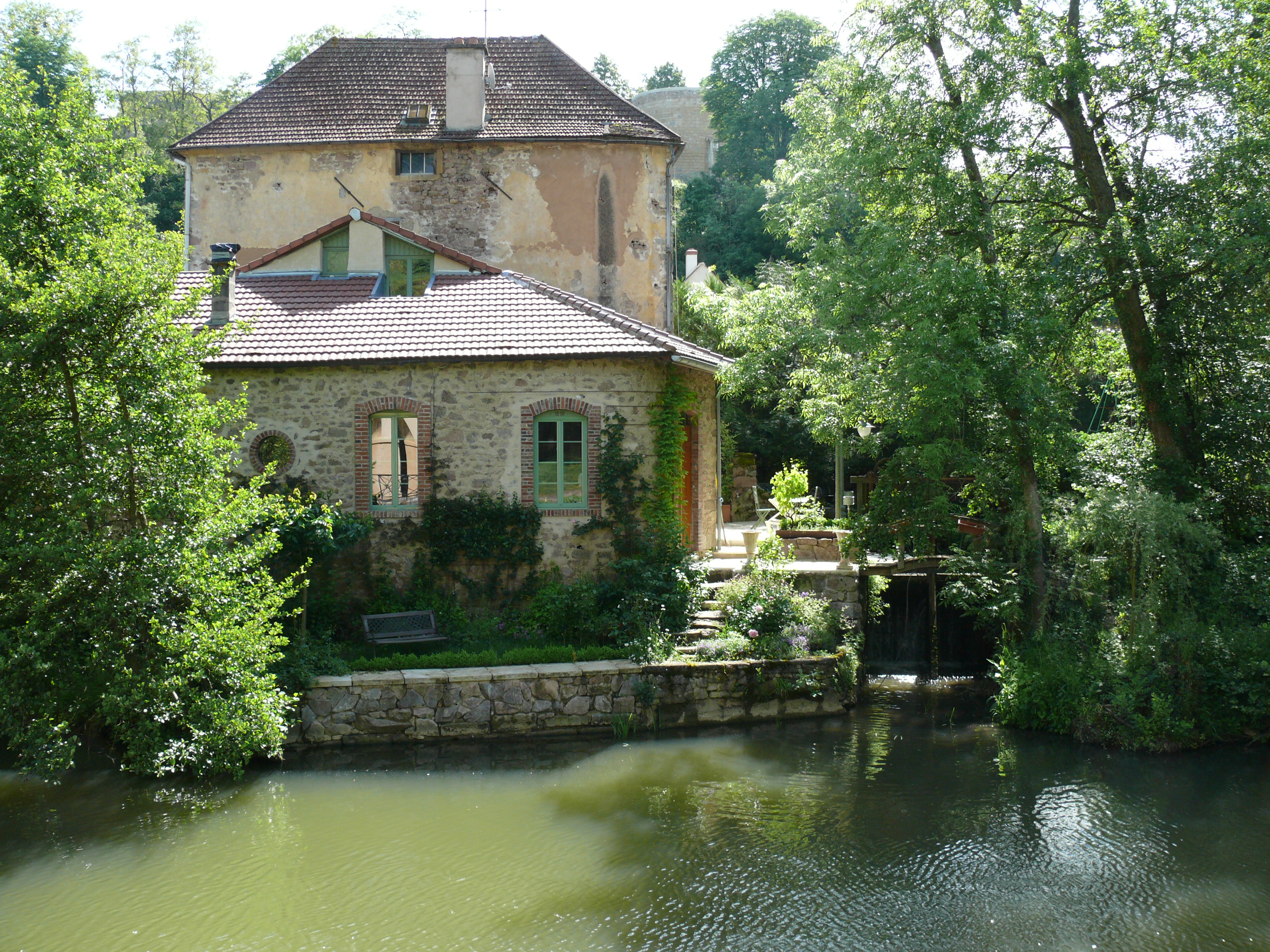